# Anton Leeb
Anton Leeb (* 8. Februar 1913 in Wien; † 5. April 2008 ebenda) war ein österreichischer General der Infanterie und der dritte Generaltruppeninspektor des Bundesheeres der Zweiten Republik.

## Leben
Leeb rückte nach der mit „Auszeichnung“ bestandenen Matura und Eintritt in die MKV Verbindung Frankonia Wien im Jahre 1927 sowie einem Semester Jus am 20. März 1933 zum Wiener Infanterieregiment Nr. 4 (Hoch- und Deutschmeister) des Bundesheeres ein. Ab 1. Dezember 1933 folgte die Offiziersausbildung an der Heeresschule in Enns und an der wiedereröffneten  Theresianischen Militärakademie Wiener Neustadt. Am 1. September 1936 wurde er als Leutnant zum Wiener Infanterieregiment Alt-Starhemberg Nr.2 ausgemustert. Im November 1937 kam er als Lehroffizier an die Militärakademie.
Nach dem Anschluss wurde er in die deutsche Wehrmacht überstellt und diente zunächst beim Gebirgsjäger-Regiment 98 der 1. Gebirgs-Division, mit dem er den Überfall auf Polen 1939 und die Feldzüge in Frankreich 1940, Jugoslawien und der Sowjetunion 1941 mitmachte. Am 1. Dezember 1941 zum Hauptmann befördert, wurde er ab 1942 zur praktischen Generalstabsausbildung mit zahlreichen Frontverwendungen kommandiert. Nach einem Kurs an der Kriegsakademie in Berlin am 1. Dezember 1943 zum Major i. G. ernannt, war er anschließend in mehreren Generalstabsverwendungen eingesetzt. Ab Jänner 1945 war er Erster Generalstabsoffizier (Ia) der 1. Gebirgs-Division. Der kurz zuvor zum Oberstleutnant i. G. beförderte Offizier geriet Anfang Mai in amerikanische Kriegsgefangenschaft.
Nach seiner Heimkehr 1946 war er Beamter bei der Niederösterreichischen Landesregierung. Am 13. März 1956 trat er in den Dienst des Amtes für Landesverteidigung und wurde nach dessen Umwandlung in das Verteidigungsministerium Leiter der Grenzschutzabteilung. Ab 1960 Oberst dG und Leiter der Gruppe Grenzschutz, wurde er Mitte 1961 von Bundesminister Schleinzer zum Leiter der Gruppe Wehrpolitik berufen.
Am 6. Oktober 1965 kam es im niederösterreichischen Waldegg, zum Absturz einer L-20 „Beaver“ des Bundesheeres, die Fallschirmspringer der Theresianischen Militärakademie im Dürnbachtal absetzen sollte. Dabei kamen beide Piloten und vier Offiziersanwärter ums Leben, darunter Leebs 22-jähriger Sohn Gerald.

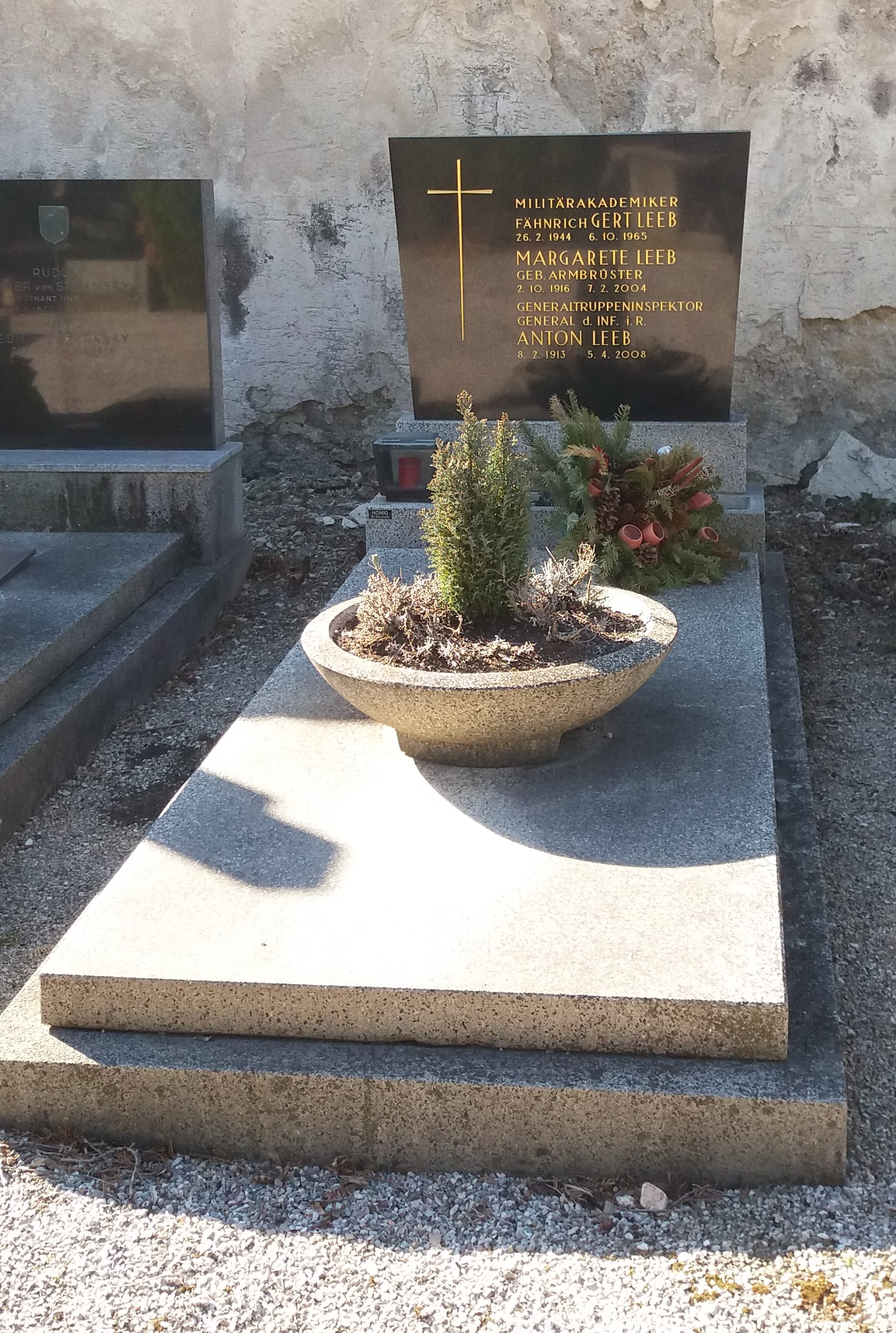
Grabstätte Leebs auf dem Friedhof der Theresianischen Militärakademie

Am 1. Dezember 1971 wurde er Generaltruppeninspektor und mit Wirkung vom 1. Jänner 1973 General der Infanterie. Einer seiner Nachfolger, General Tauschitz, hat ihn als „hochqualifizierten und ebenso wortkargen wie ernsthaften Denker“ bezeichnet. Und tatsächlich hat Leeb sich nur selten zu Wort gemeldet – was dann aber umso mehr Gewicht hatte. So erregte er gegen Ende der Ära Graf mit einem kritischen Vortrag im alten Offizierskasino auf dem Schwarzenbergplatz Aufsehen und erhielt lebhafte Zustimmung aus dem Offizierskorps. Auch seine kluge Beurteilung gewisser Aspekte der „Gesamtraumverteidigung“ war bemerkenswert und gab dem auf seinen Vorschlag hin nunmehr als „Raumverteidigung“ bezeichneten Konzept realistischere Züge. Seine mutige Kritik an Planungen der Ära Karl Lütgendorf führte zu einer Art „Kaltstellung“. Ihr begegnete der General durch eine verstärkte Konzentration auf seine militärpolitischen Aufgaben, vor allem der Pflege der Beziehungen zu den Nachbarländern und anderen wichtigen Staaten. Mit diesen Kontakten konnte der General Verständnis für die Probleme der österreichischen Landesverteidigung, Achtung vor dem beruflichen Können ihrer militärischen Führung und Vertrauen in den Verteidigungswillen Österreichs wecken.
Anton Leeb trat am 31. Dezember 1977 in den Ruhestand. Er ist auf dem Friedhof der Theresianischen Militärakademie in Wiener Neustadt beigesetzt.